# Ceryan Dau
Ceryan Dau (né Nathalie Dau le 27 août 1966 à Antibes) est un écrivain français de fantasy, explorant entre autres des thèmes liés au folklore et à la mythologie. Il est également conteur, chanteur traditionnel, et fait partie du groupe The Deep Ones.

## Biographie
Sa première nouvelle est publiée en 1999 dans l'anthologie Légendaire, chez Mnémos. D'autres de ses nouvelles paraissent en anthologies comme en revues professionnelles ou semi-pro (Faeries, Lunatique, Place aux Sens, Solstice…), en fanzines (Horrifique, Piments et Muscade…) et sur le net.
En 2006, sa nouvelle Le Violon de la fée, parue dans la revue Faeries no 17, a été récompensée par le prix Merlin. Ce texte figure également au sommaire du premier recueil de Dau, Contes myalgiques 1 : les terres qui rêvent (2007, éd. Griffe d’encre). Cet ouvrage, postfacé par Jean Millemann, reçoit en 2008 le prix Imaginales de la nouvelle.
Après une expérience d’anthologiste acquise en dirigeant l’anthologie L’Esprit des bardes, en 2003, pour les éditions Nestiveqnen, Dau crée en 2007 les éditions Argemmios, qui publient en 2008 Les Débris du chaudron, un roman construit sur le socle mythologique de la nouvelle éponyme parue dans l’anthologie Royaumes (éd. Fleuve noir). Cette version revue et augmentée a été dirigée par Jean Millemann, est préfacée par Lucie Chenu et est accompagnée d'illustrations signées Magali Villeneuve. 
L’ouvrage Légendes, créatures fantastiques, a été traduit et publié en Espagne, en Hongrie, au Portugal et en Russie .
2012 voit paraître aux éditions Asgard son roman La Somme des Rêves, premier tome de son cycle de Fantasy Le Livre de l'Énigme. Dau révise et enrichit son premier tome, désormais publié par les éditions Les Moutons électriques sous le titre Source des tempêtes. Cette nouvelle édition comporte 13 chapitres totalement inédits.

## Publications
Romans
- Bleu puzzle, éditions Tacussel, 1991.
- Les Débris du chaudron, éditions Argemmios, 2008.
- La Somme des rêves, éditions Asgard, 2012.
- Chroniques des Terres mixtes, roman feuilleton publié au rythme d'un chapitre par numéro dans la revue Mythologica, éditions Mythologica, à partir du numéro 1 (novembre 2013).
- En revenir aux fées, roman mosaïque, éditions Mythologica, 2015.
- Source des tempêtes (Le Livre de l’Énigme, tome 1), éditions Les Moutons électriques, 2016.
- Bois d'ombre (Le Livre de l’Énigme, tome 2), éditions Les Moutons électriques, 2017.
- Le Chaudron brisé, éditions Les Moutons électriques, 2018 (version revue, corrigée et augmentée des Débris du Chaudron).
- En revenir aux fées, roman mosaïque, éditions Voy'el, 2018 (version revue, corrigée et enrichie de la version Mythologica).
- Bleu puzzle, éditions Les Moutons électriques, 2019 (version revue, corrigée et harmonisée par rapport au corpus du Livre de l’Énigme.

Recueils de nouvelles
- Contes myalgiques 1 : les terres qui rêvent, éditions Griffe d’encre, 2007.
- Contes myalgiques 2 : Les Atouts du diable, éditions Griffe d’encre, 2010.
- Tangram, éditions Black Coat Press , collection Rivière Blanche, 2013.
- Fragments de l'Âge ancien (dans l'univers du Livre de l’Énigme), collection Hélios, éditions Les Moutons électriques, 2017.

Nouvelles en anthologies et ouvrages collectifs
- « Contre-magie », dans anthologie Légendaire, éditions Mnémos, 1999.
- « Les Débris du chaudron », dans anthologie Royaumes, éditions Fleuve noir, 2000.
- « Terra Amata », dans anthologie Pouvoirs Critiques, éditions Nestiveqnen, 2002.
- « Nouveau-né », dans anthologie (Pro)Créations, éditions Glyphes, 2007.
- « Le Goût du miel », dans anthologie Ouvre-toi !, éditions Griffe d'Encre, 2007.
- « Owein », dans anthologie De Brocéliande en Avalon, éditions Terre de Brume, 2008.
- « Entre chien et loup », dans anthologie Le Crépuscule des Loups, éditions Le Calepin jaune, 2008.
- « La Bouche », dans anthologie L, éditions CDS, 2009.
- « Vale Frater », collectif Flammagories, éditions Argemmios, 2010.
- « Ton visage et mon cœur », dans anthologie Victimes et Bourreaux, éditions Mnémos, 2011.
- « Dans trois jours nous nous retrouverons », dans anthologie Ghost Stories 1, éditions Asgard, 2011.
- « Cet œil brillant qui la fixait », dans anthologie Reines et Dragons, éditions Mnémos, 2012.
- « À couteau », dans anthologie Fragments d'une fantasy antique, éditions Mnémos, 2012.
- « Babillante Babiole », dans anthologie Semi-hommes - Trolls et Légendes, éditions Asgard, 2013.
- « Le Donjon noir », dans anthologie Lancelot, éditions ActuSF, 2014.
- « Sa chanson », dans anthologie Dimension Moscou, éditions Black Coat Press, collection « Rivière Blanche », 2015.
- « Ce que je suis », dans anthologie L'Imaginaire se mobilise, éditions Mythologica, collection « Alternative » (numérique uniquement), 2015.
- « La Plongée », dans anthologie Légendes abyssales, éditions Mythologica, 2016.
- « Dame du Val et doux dormeur », dans anthologie Dimension Brocéliande, éditions Black Coat Press, collection « Rivière Blanche », 2017.
- « Bec », dans anthologie SOS Terre et Mer, éditions Les Moutons électriques pour la version collector, éditions Le Novelliste/Flatland pour l'édition normale, 2018.
- participation à l'ouvrage collectif L'amour, c'est..., dirigé et illustré par Jack Koch, éditions Le Livre de poche, 2018.
- « Si seulement », revue Galaxies nouvelle série, n° 69/111, janvier 2021.
- « Chacun sa part », dans anthologie Prépare la Paix, éditions Les Moutons électriques, 2022.

Direction d'anthologies
- L’Esprit des bardes, éditions Nestiveqnen, 2003.
- Les Héritiers d’Homère, éditions Argemmios, 2009 (codirection avec Jean Millemann).
- Chants de totems, éditions Argemmios, 2012 (codirection avec Hélène Pedot).

Ouvrages pour la jeunesse
- Légendes, créatures fantastiques, éditions Auzou, 2008.
- Voir avec le cœur, éditions Argemmios, 2009.

Préfaces
Dau a préfacé différents ouvrages : Les Enfants de Svetambre de Lucie Chenu chez Black Coat Press, Les Sombres Romantiques dirigés par Mathieu Coudray aux éditions du Riez, ou encore L'Aube de la guerrière de Vanessa Terral aux éditions du Chat Noir et, plus récemment, le recueil Intervalles de Denis Labbé chez Lune écarlate éditions.

## Prix et distinctions
Prix reçus
- Pour Le Violon de la fée (nouvelle, dans la revue Faeries, no 17) : prix Merlin 2006.
- Pour Contes myalgiques 1 : les terres qui rêvent : prix Imaginales 2008.
- Pour La Somme des Rêves : prix Histoires de Romans - catégorie découverte 2012

Nominations
- Pour Légendes, créatures fantastiques, avec Krystal Camprubi : prix Imaginales 2009 (catégorie prix Spécial)
- Pour Les Débris du Chaudron : prix Merlin 2009 (catégorie roman)
- Pour Notre-Dame des algues (nouvelle, dans le recueil Contes Myalgiques 2 : les atouts du Diable) : prix Masterton 2011
- Pour Raven Party (nouvelle, dans le recueil Contes Myalgiques 2 : les atouts du Diable) : prix Imaginales 2011
- Pour Ton visage et mon cœur (nouvelle, dans l'anthologie Victimes et Bourreaux dirigée par Stéphanie Nicot, éditions Mnémos) : prix Bob-Morane 2011
- Pour La Somme des Rêves : prix Bob-Morane 2013
- Pour La Somme des Rêves : prix Imaginales 2013
- Pour En revenir aux fées : V&S Awards 2015 (catégorie meilleur ouvrage de Fantasy)